# Пострілом впритул
«Пострілом впритул» або «Смертельний постріл» (англ. Dead Bang) — американський трилер 1989 року.

## Сюжет
Грабіжник скоює напад на магазин і вбиває продовця. Через деякий час гине поліцейський, який намагався затримати злочинця. Справа доручається фахівцю з відділу з убивств Джеррі Беку, і полюючи за вбивцею, він з'ясовує, що це не одинак, а добре озброєна злочинна організація расистів.

## У ролях
| Актор                     | Роль                     |
| ------------------------- | ------------------------ |
| Дон Джонсон               | Джеррі Бек               |
| Пенелопа Енн Міллер       | Лінда                    |
| Вільям Форсайт            | Артур Кресслер           |
| Боб Балабан               | Елліот Веблі             |
| Френк Мілітер             | Боббі Бернс              |
| Тейт Донован              | Джон Бернс               |
| Ентоні Статц              | Рей                      |
| Міккі Джонс               | Сліппі                   |
| Рон Кемпбелл              | Кроссфілд                |
| Вільям Трейлор            | Елтон Треммел            |
| Хай Анзелл                | капітан Ваксман          |
| Майкл Джетер              | доктор Кранц             |
| Тім Рейд                  | шеф Діксон               |
| Джеймс Б. Дуглас          | агент Гілрой             |
| Бред Салліван             | шеф Гіллард              |
| Філліс Джерріні           | Луїза                    |
| Дарвін Суолв              | байкер 1                 |
| Девід Х. «Дач» Ван Далсем | байкер 2                 |
| Рон Джеремі               | байкер 3                 |
| Сем Скарбер               | детектив Білсон          |
| Мік Роджерс               | сержант Кімбл            |
| Тайгер Хейнс              | Едвін Гейтс              |
| Гарвін Санфорд            | офіцер 1                 |
| Лон Кацман                | офіцер 2                 |
| Деніел Куїнн              | Джеймс «Hard Rock» Елліс |
| Джеріон Монро             | LAPD офіцер              |
| Рікардо Асценсіо          | Пончіто                  |
| Вільям С. Тейлор          | офіцер Франклін          |
| Труді Форбс               | жінка офіцер             |
| Майкл Хіггінс             | преподобний Гебхардт     |
| Еванс Еванс               | місіс Гебхардт           |
| Стівен Е. Міллер          | Боган, офіцер Оклахома   |
| Доун Мортенсен            | дочка                    |
| Френк Ч. Тернер           | офіцер Коттонвуд         |
| Леннар Камарілло          | Джуанчо                  |
| Джеррі Бек                | детектив Джон            |